# Mike Summerbee
Mike Summerbee (Preston, 15 de dezembro de 1942) é um ex-futebolista inglês, que atuava como ponta.

## Carreira
Mike Summerbee fez parte da Seleção Inglesa de Futebol que disputou a Eurocopa de 1968.

## Ligações Externas
- Perfil em FIFA.com (em inglês)